# Turning Point USA
Turning Point USA est une association à but non lucratif américaine de type 501(c)3. La mission de l'organisation, fondée le 5 juin 2012 par Charlie Kirk, est d'« identifier, éduquer, former et organiser les étudiants à promouvoir la responsabilité budgétaire, les marchés libres et un gouvernement limité,. »
Le slogan du groupe est Big Government Sucks.

## Activités

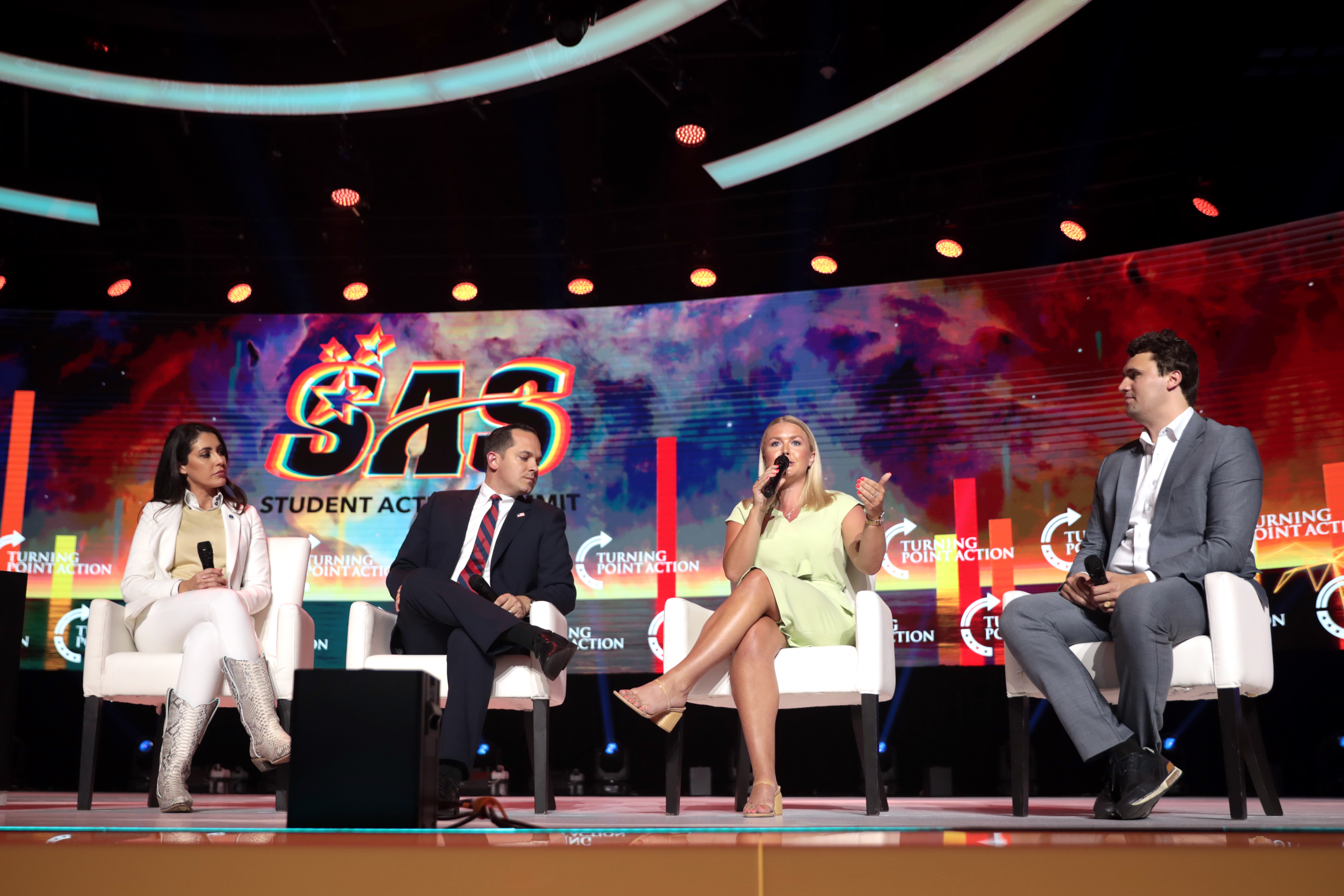
Le Student Action Summit en juillet 2022 avec Anna Paulina Luna, Anthony Sabatini et Karoline Leavitt.

Cette organisation soutient des actions telles les Conservative Political Action Conference, Student Action Summit, Young Women's Leadership Summit, Young Black Leadership Summit, ou AmericaFest. L'association maintient également une liste en ligne, la Professor Watchlist, visant, notamment à recenser les professeurs qui « véhiculent de la propagande gauchiste en classe,. »

## Répartition géographique
Turning Point USA affirme posséder environ 300 chapitres dans les institutions scolaires américaines.
En 2019, Un équivalent anglais, dénommé Turning Point UK (en) ou TPUK a été créé, dans la dynamique du Brexit, par un jeune militant anglais, Darren Grimes qui était alors responsable numérique de l'Institut des affaires économiques (IEA), un think tank libertarien également voué à la promotion d'un marché libre. Darren Grimes associe à ce mouvement des commentateurs politiques anglais libertariens tels que Steven Edginton, Chloe Westley, Dominique Samuels, Tom Harwood et d'autres.